# Eugenia stipitata
El arasá, arazá o guayabo amazónico (Eugenia stipitata), es un arbusto de la familia de las mirtáceas. El arazá es originario de la región amazónica occidental comprendida entre los ríos Marañón y Ucayali, y en las proximidades de Requena y el nacimiento del río Amazonas. La mayor diversidad genética de Eugenia stipitata se registra en el sudoeste de la Amazonía, de igual manera, la especie se encuentra en estado silvestre en la Amazonía Occidental y nor oriental en países como Colombia.

## Etimología
Los vocablos arasá y arazá provienen de la voz guaraní "arasa" (guayabo).

## Origen
Existe en estado silvestre  en  muchas  partes  del  departamento  de  Loreto, Perú, donde alcanza los 10 metros de altura en la cuenca del río Marañón. También se han identificado en la cuenca del río Ucayali cerca de la provincia de Requena. Si bien se creía que era originaria del Brasil (donde es llamada araca-boi o guayaba peruana), los ejemplares allí presentes fueron introducidos desde el Perú.

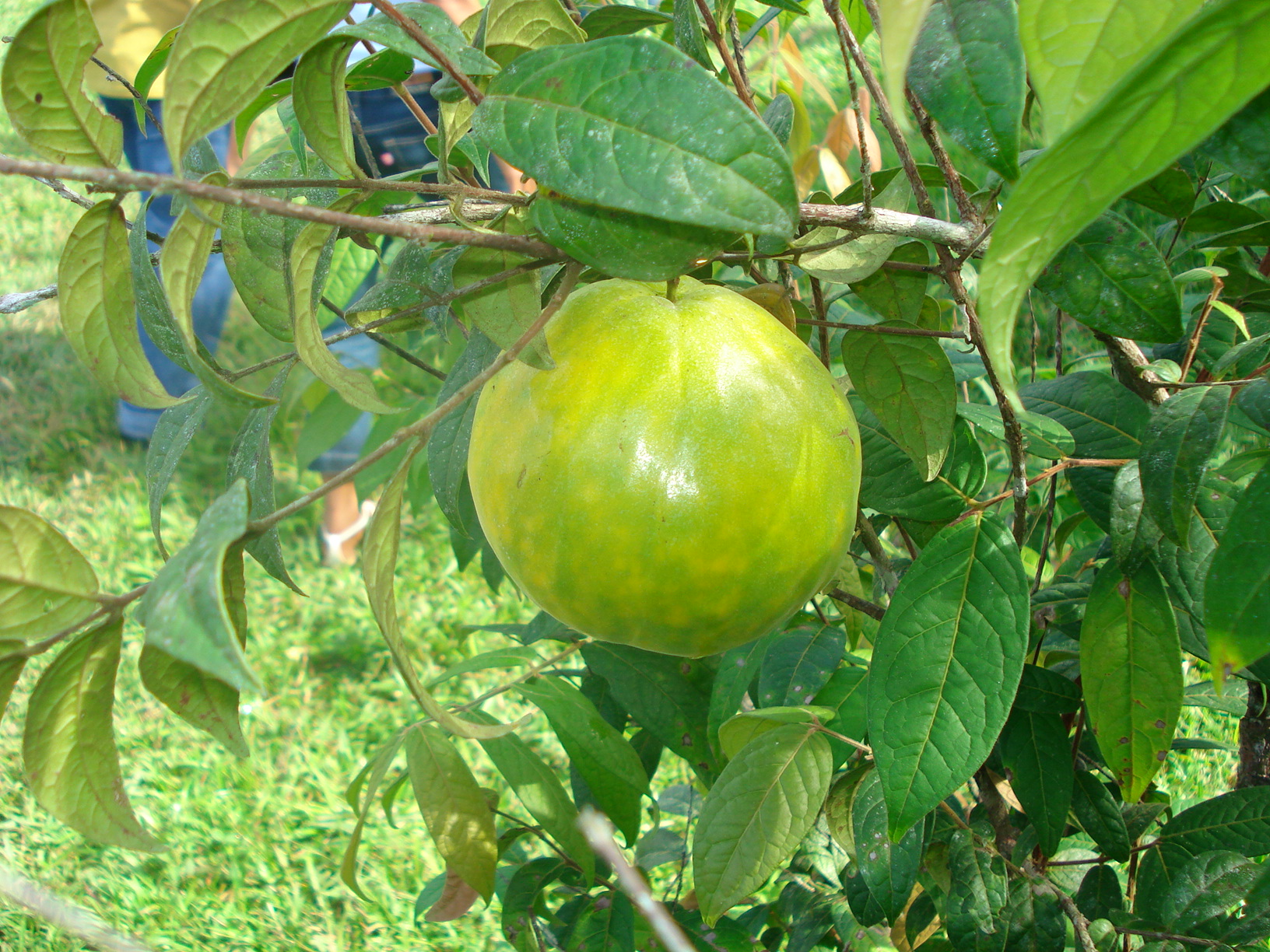
Hojas y fruto

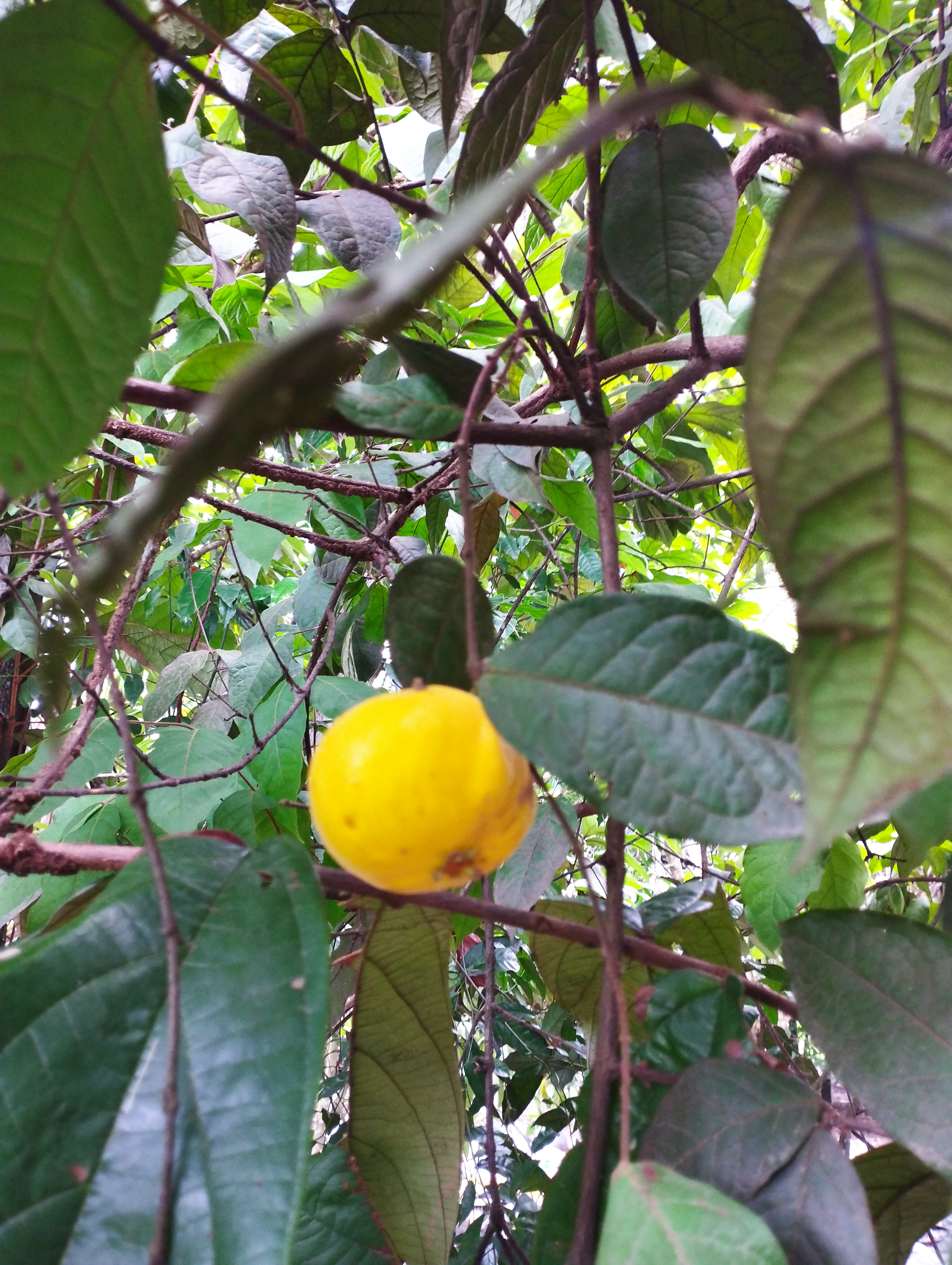
Fruto Maduro del Arazá - UCAYALI

## Descripción
También es conocido como guayaba amazónica. Su fruto tiene excelente sabor y aroma; es apto para producir jugos, mermeladas y helados; para la producción industrial de pulpa congelada, fruta desecada y la posibilidad de obtener aromas para perfumes. Se adapta bien a suelos pobres y ácidos; de clima tropical y subtropical, sin riesgo de heladas.

### Planta
Se propaga por semillas , puesto que hasta el momento la propagación asexual no ha mostrado resultados exitosos, que germinan entre los 30 y 105 días después de sembradas. Es un arbusto con follaje denso que alcanza alrededor de los 3 metros de altura ; presenta peciolos de 1 a 5 mm, algunas veces sésiles; hojas simples, opuestas, enteras, de tamaño mesófilo, delgadas, fuertes, esclerófilas, de forma elíptica, elíptico–oblonga y lanceolada, con ápice acuminado hasta aristado y base redondeada obtusa a subcordada; la hoja exhibe una longitud de 11 cm y un ancho de 4.49 cm. Sus ramas de edad adulta son de color marrón, elípticas y cubiertas de vellosidades. Presenta inflorescencia de 1 a 4 flores pediceladas. La planta de arazá inicia la producción de frutos después del segundo año de establecida en campo y a partir de este momento el rendimiento aumenta gradualmente; la producción comercial se alcanza entre el quinto y duodécimo año y el cultivo se considera rentable a partir del sexto año. 

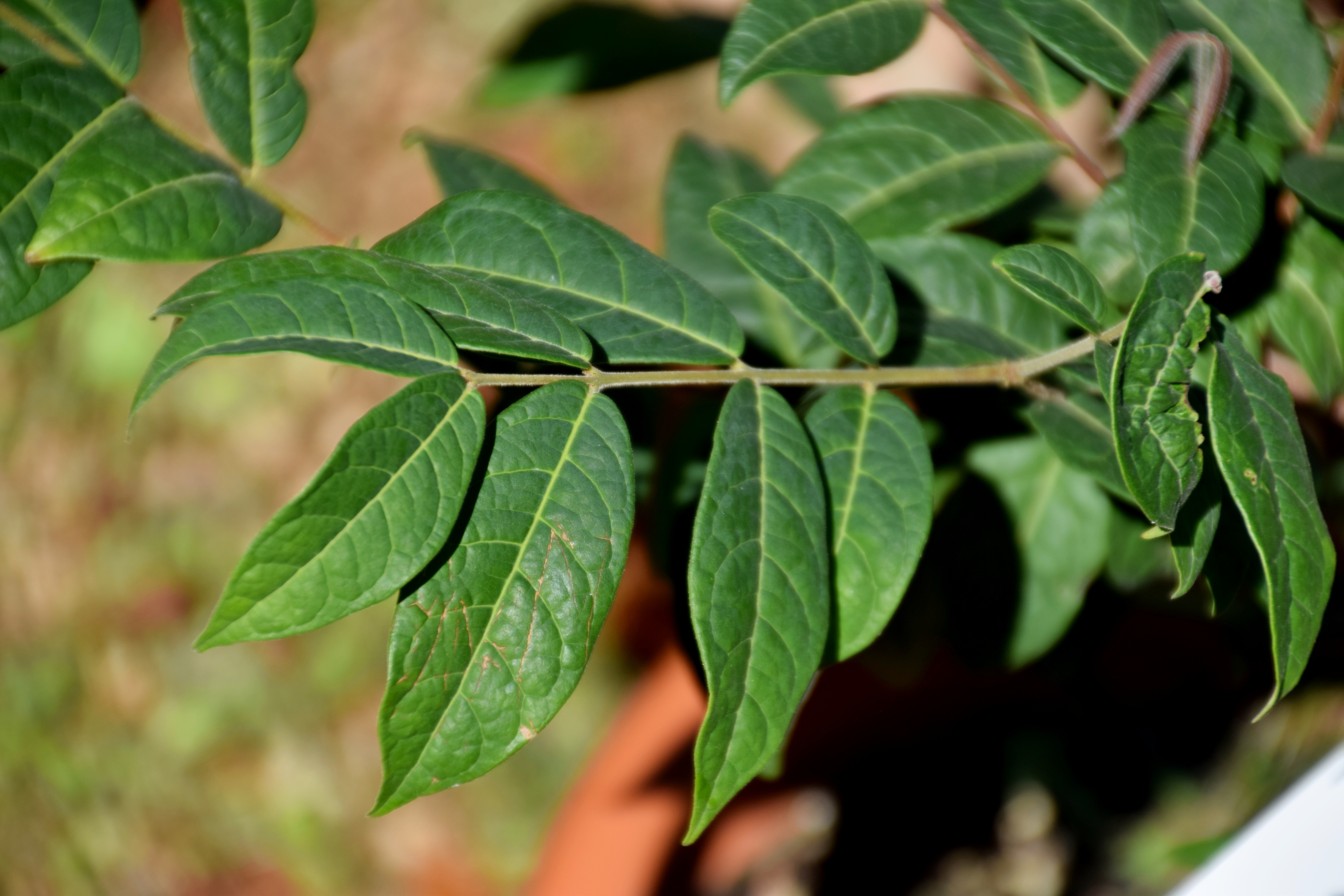

### Fruto
El fruto se caracteriza por ser una baya globos-cóncava o esférica, ligeramente achatado arriba, el epicarpio es delgado de 1 mm, diámetro de 5 a 10 cm y peso de 200 a 400 g; presenta pubescencia fina y color verde claro que se torna amarillento o anaranjado en la madurez; la pulpa (mesocarpio) es suculenta, espesa, jugosa, entre amarillo y naranja, ácida agradable, muy aromático, relativamente frágil, y la cavidad interior del fruto esta ocupada por un número de 12 a 16 semillas de 1-2.5 cm de longitud. 

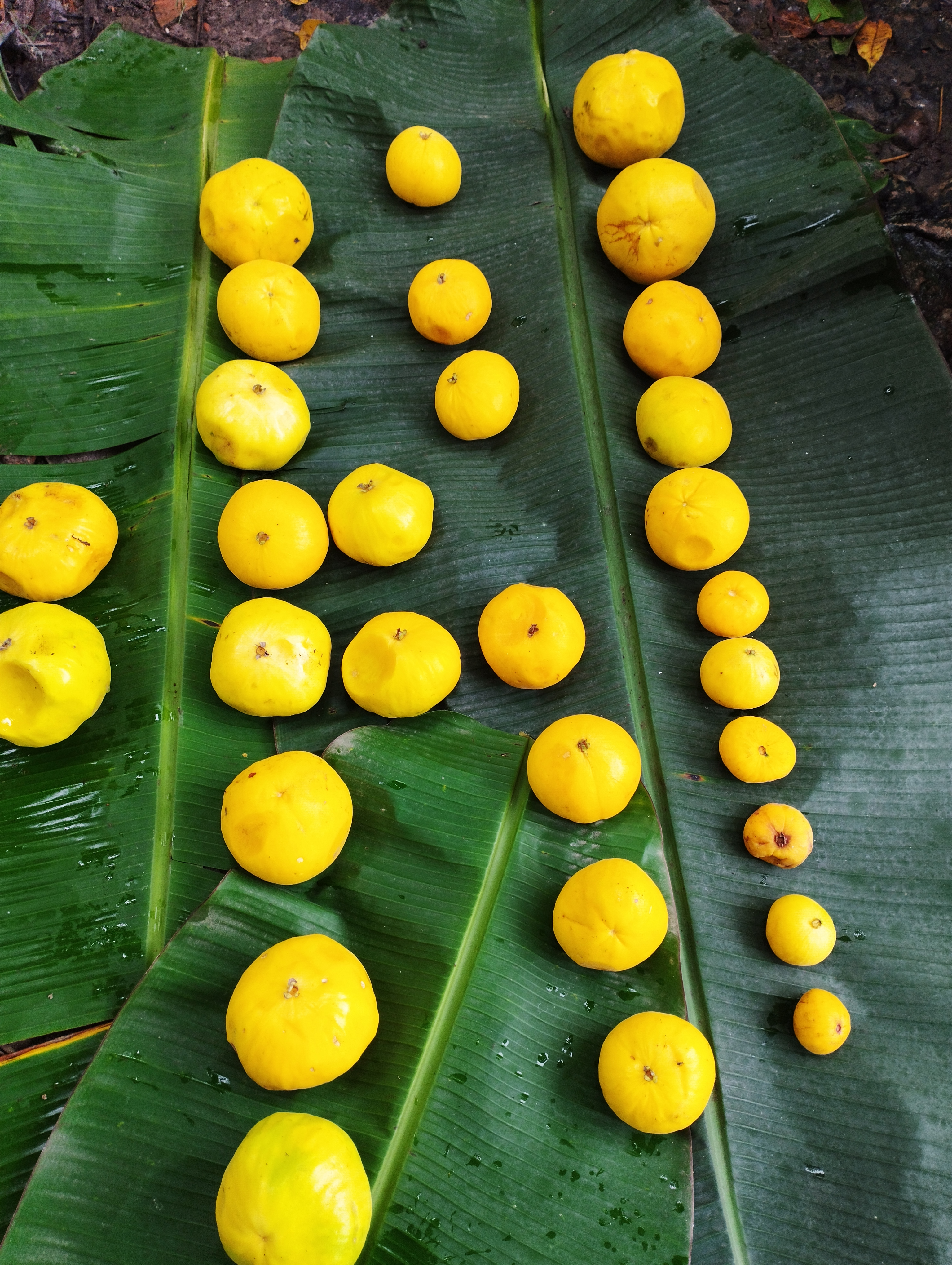
Frutos por tamaño del Arazá Pucallpa Perú - Pool Doroteo

El fruto de arazá es muy perecedero (3 días a 25 °C, con enorme deshidratación y problemas de podredumbre por antracnosis). Es sensible a daños por frío (escaldadura) a temperaturas de conservación inferiores a 12 °C. Un calentamiento intermitente durante la conservación frigorífica a temperaturas subóptimas reduce estos daños. Un tratamiento del fruto con 1-metilciclopropeno (1 ppm) durante 1 h a 20 °C previo a su conservación a 12 °C extiende su vida comercial hasta las 2 semanas retrasando su maduración. Esta especie produce a lo largo de todo el año, encontrándose cosechas relativamente mayores cada dos o tres meses. Dependiendo de la edad y de las condiciones ambientales y de manejo, se han estimado rendimientos entre 2.5 y 60 ton./ha-año.
Actualmente en los sistemas productivos de la región se distinguen frutos de dos ecotipos, uno de origen peruano y otro de origen brasilero. El arazá ecotipo peruano posee una forma aperada y sus características organolépticas resultan más atractivas al consumidor; sin embargo, el fruto es más pequeño y el número de semillas por lo general es mayor aunque de menor tamaño.
El fruto del arazá es alto en vitamina C y fitoquímicos, particularmente flavonoides, que explican su uso etnomedicinal como antimicrobiano y antiinflamatorio.

### Flor
La inflorescencia es una cima axilar simple de pedúnculo corto que presenta de uno a cinco botones florales, seis excepcionalmente. La inflorescencia está conformada por flores hermafroditas que presentan un cáliz constituido por 4 sépalos libres de aproximadamente 0.4 cm y color verde claro; una corola con 4 pétalos de 1.18 cm de longitud de color crema; un androceo con estambres libres, numerosos (más de 100), con una longitud promedio
de 0.8 cm y anteras con dehiscencia lateral. La flor se caracteriza por presentar estilos largos (aprox. 1.1 cm.) con respecto a los estambres (0.68 mm), fenómeno conocido como longistilia; esta característica morfológica favorece la polinización cruzada o alogamia por medio de una barrera física que restringe la autopolinización.
El desarrollo de la flor desde el estado de botón hasta la ántesis toma aproximadamente 29 días, en este momento las flores alcanzan una longitud máxima promedio de 9.25 mm de largo y un diámetro promedio de 6.5 mm. La apertura de la flor ocurre entre las 3:00 y 4:00 AM cuando el día que la precede ha sido soleado; en contraste, los botones comienzan a abrir a las 12:30 AM si el día ha sido nublado y con bajas temperaturas. Aproximadamente media hora después de la apertura de la flor, el estigma se hace receptivo. La ántesis (apertura de las anteras) se evidencia entre 6:00 y 7:00 AM (2000). El tiempo transcurrido desde la apertura de la flor hasta cuando existe evidencia de polinización es de 1 mes aproximadamente, si la flor no ha sido polinizada se aprecia marchites progresiva de toda la estructura floral (pétalos, sépalos, anteras y estilo) y caída a partir del tercer día después de la apertura. Las horas más probables para la polinización de entomófilos está entre las 8 y las 10:30 a. m. Los polinizadores identificados en condiciones del piedemonte amazónico son Apis mellifera, Melipona sp. y Trigona sp.

## Distribución
Es originario de la Amazonia. Su cultivo se ha extendido en Ecuador, Colombia, Venezuela, Perú y Brasil. En Colombia, aunque no en grandes cultivos, se encuentra distribuida en los departamentos de Meta, Santander, Caquetá, Putumayo y Amazonas, Chocó, Cundinamarca y en el Perú en el departamento de Ucayali,como en Pucallpa, Purus , Puerto Esperanza ,Atalaya

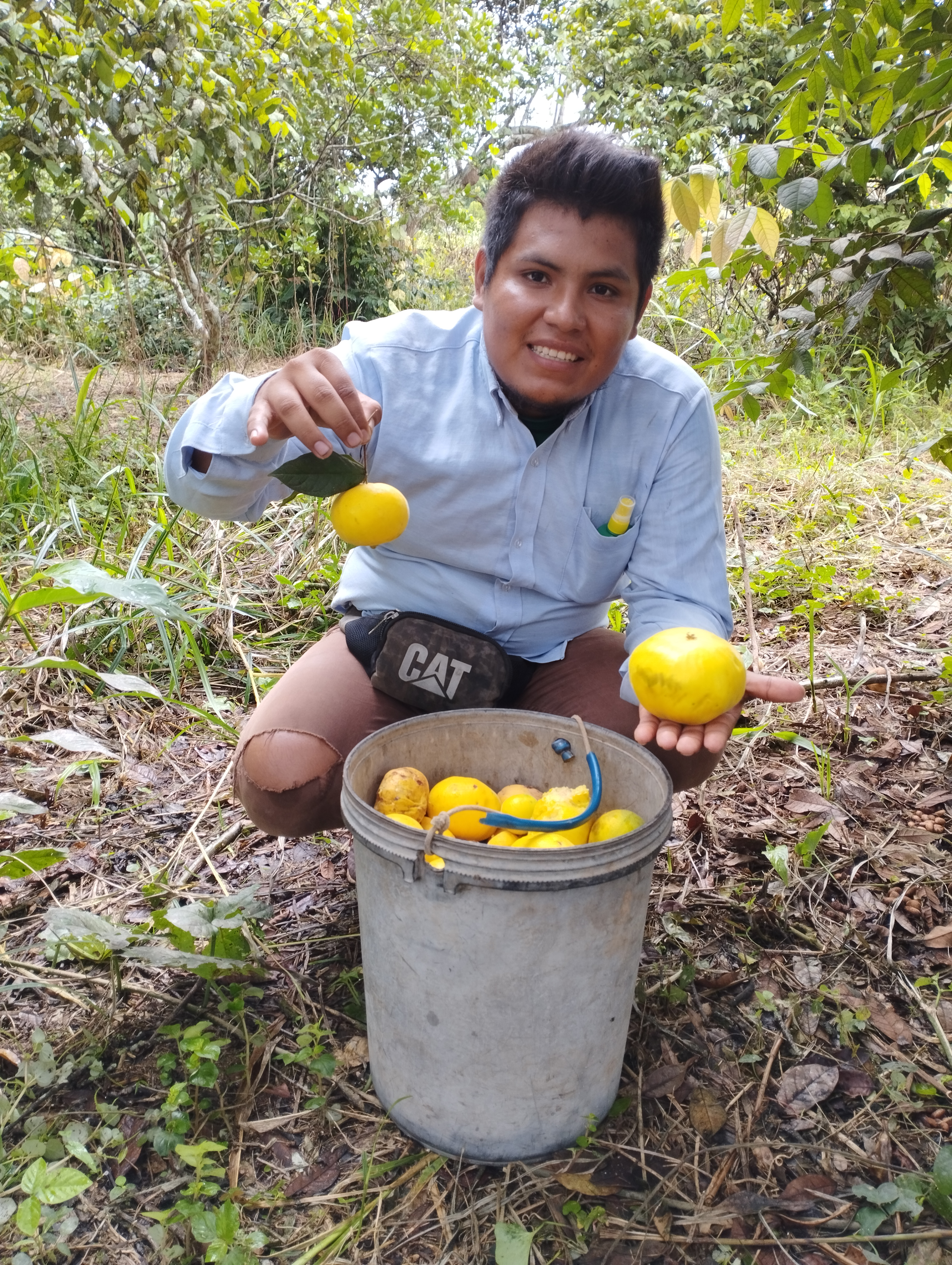
El fruto del Arazá en Pucallpa

Uno de los principales problemas del arazá, es que después de su recolección, es altamente delicada y perecedera, por lo es necesaria su industrialización para asegurar un muy buen mercado. Usualmente, algunos cultivadores la despulpan manualmente, le quitan las semillas y la congelan,  empacándola en bolsas de plástico, así se aseguran de prolongar su vida útil.
En el Meta, en Colombia, la producción de esta fruta viene ganando adeptos, especialmente el municipio de Acacías. También se cultiva en la granja Iracá, propiedad del departamento (entre San Martín y Granada), donde hay dos hectáreas sembrada, y en fincas particulares como Villa Sara, en la vereda La Llanerita (Villavicencio), donde están sembradas 350, actualmente en producción. Se debe destacar que en Cundinamarca (Colombia), en la finca Sarvipay en Yacopí, se comercializa la producción de 1.350 plantas.
En Colombia nació el gremio con el propósito de que se impulse la producción, comercialización e investigación en Villavicencio el Comité Nacional de Productores de Arazá recientemente creado; este gremio busca también dar a conocer los avances en investigación acerca del arazá y el fomento de la producción en los departamentos de Meta, Guaviare, Tolima, Caquetá y Cundinamarca y analizar aspectos como la comercialización, mercadeo y algunas técnicas del cultivo.

## Taxonomía

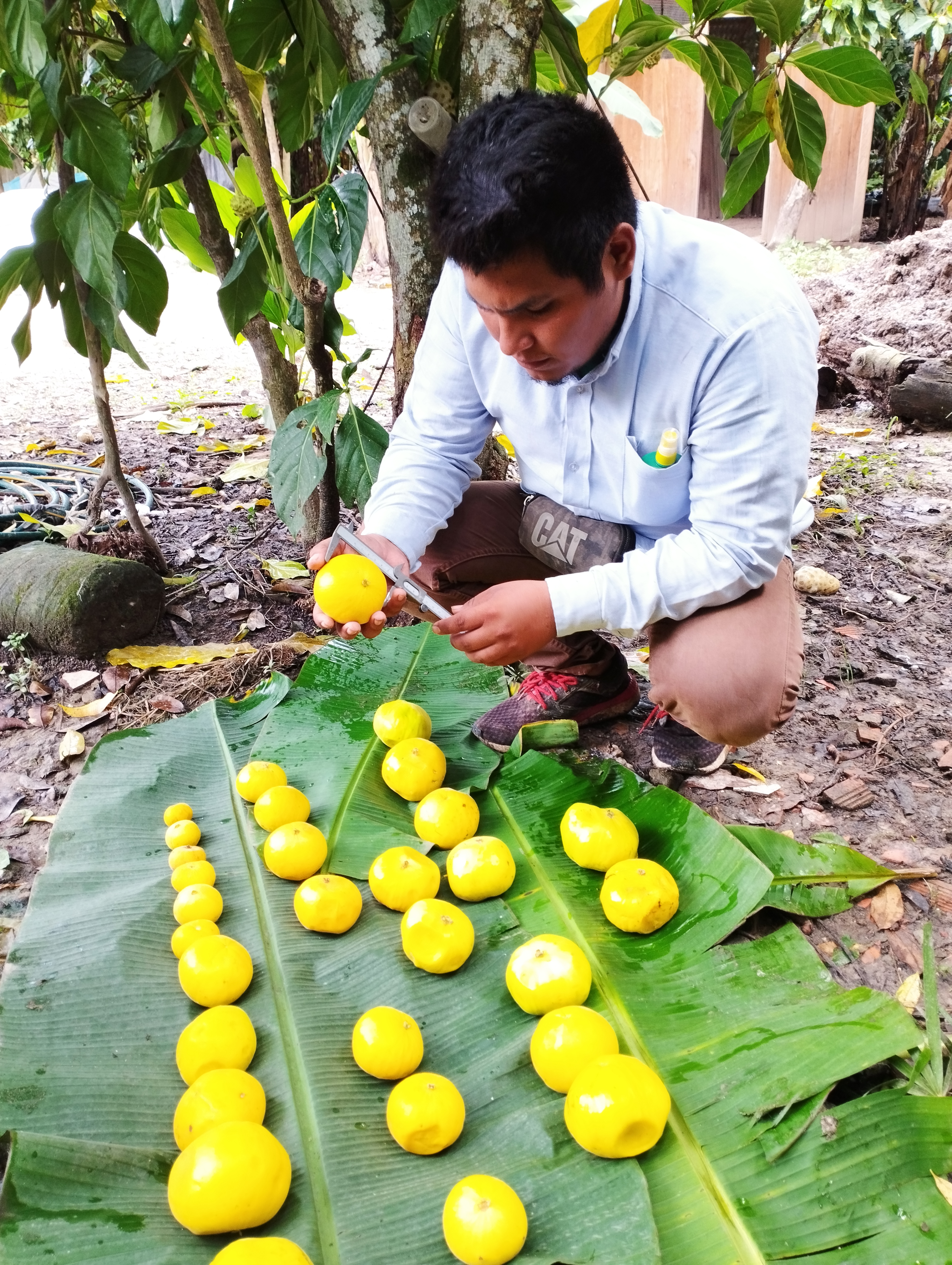
Arazá en Pucallpa

Eugenia stipitata fue descrita por Rogers McVaugh y publicado en Fieldiana, Botany 29(3): 219. 1956.
EtimologíaEugenia: nombre genérico otorgado en honor del  Príncipe Eugenio de Saboya.
Subespecies:
- Eugenia stipitata sororia
- Eugenia stipitata stipitata

## Cultivo
La propagación del arazá se realiza por semilla sexual recolectada de árboles con buenas características.
La germinación dentro de 60 a 80 días, puede prolongarse de 30 a 120 días dependiendo el estado de la semilla.

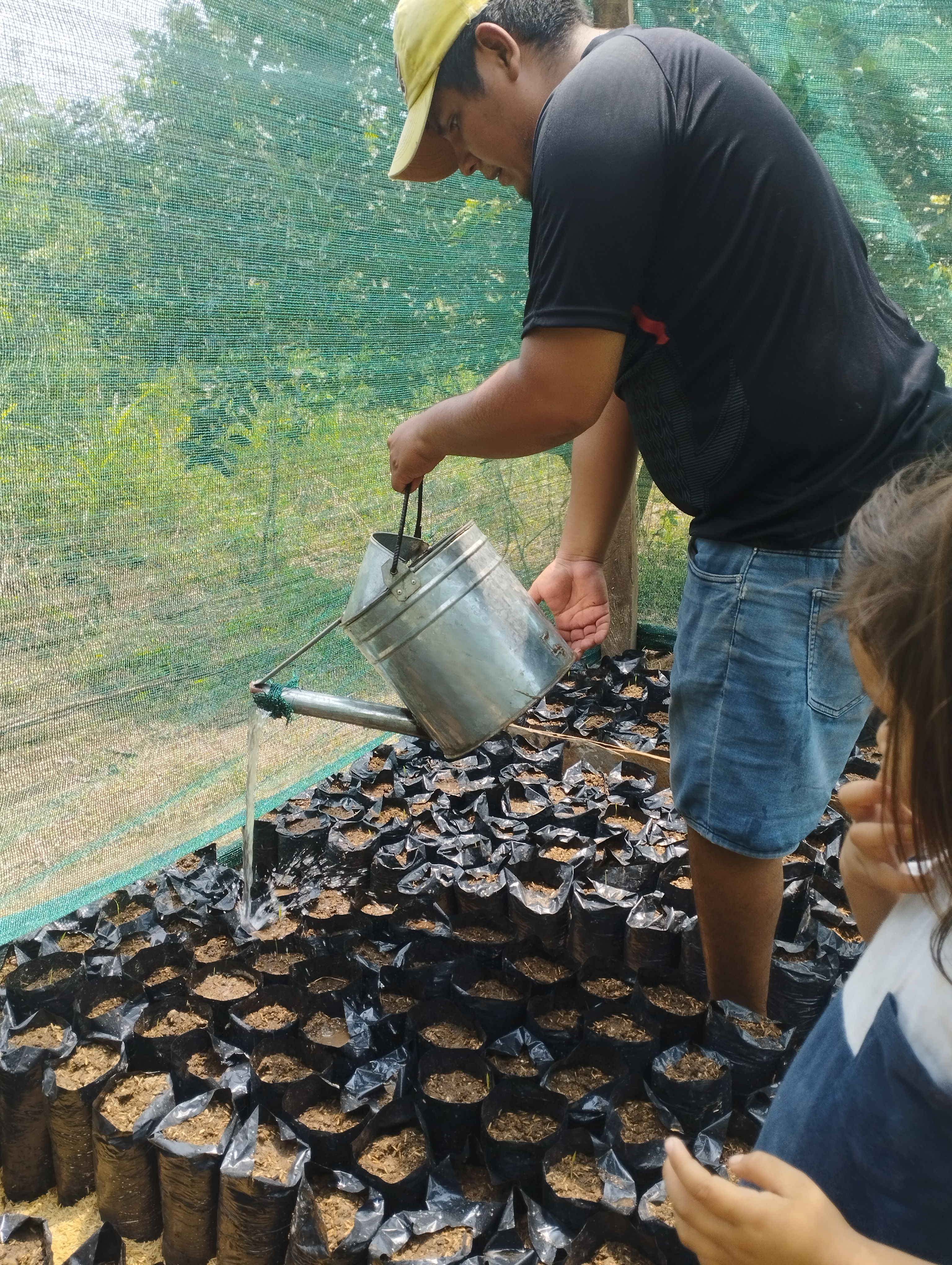
Riego del arazá en viveros - Pool Doroteo

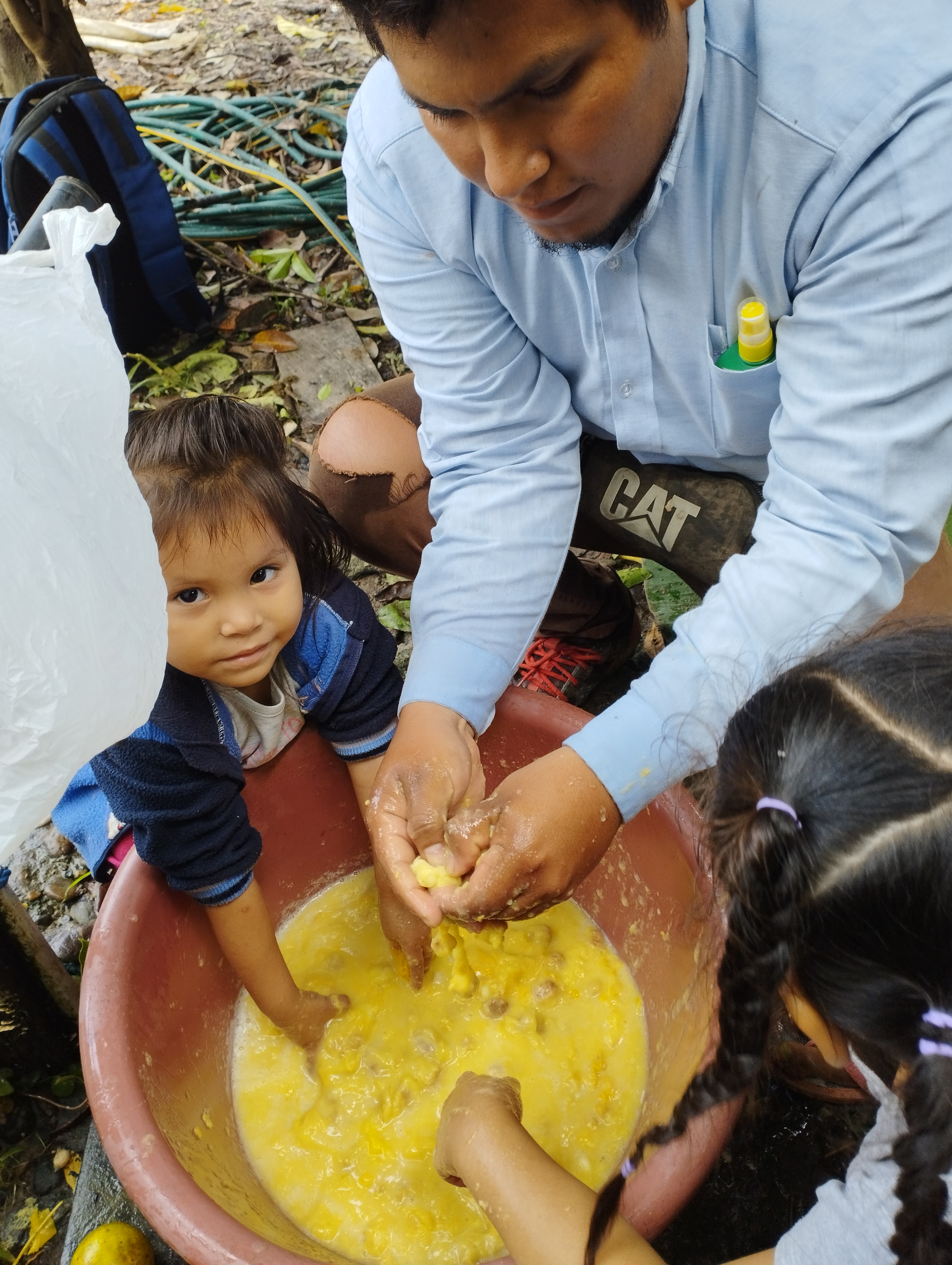
Extracción de la semilla del Arazá - Pucallpa Perú

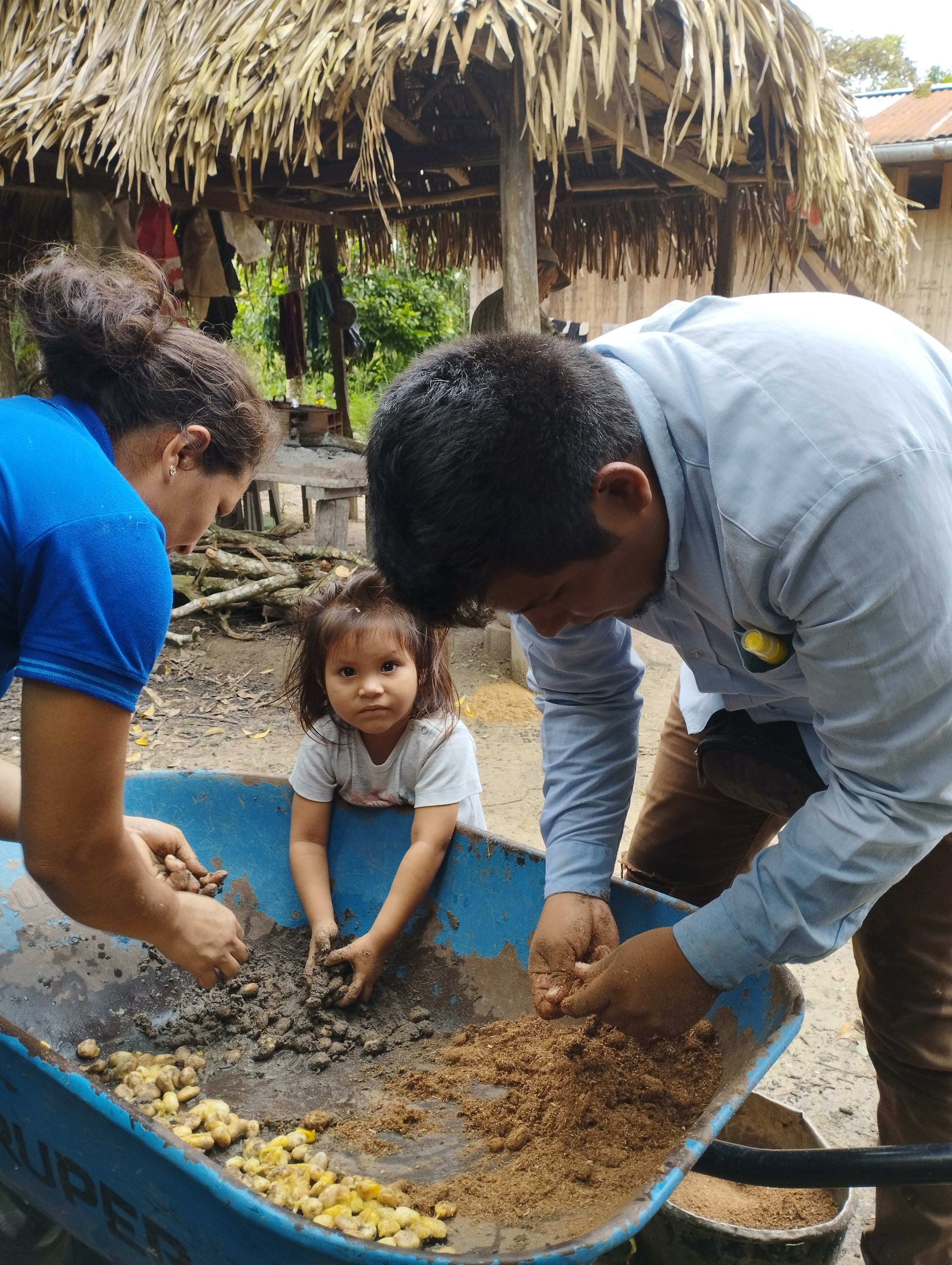
Limpieza con Aserrín del Arazá - Tec.Inds Dina Panduro

Se recomienda usar aserrín para la limpieza del mucílago y que salga limpia la semilla; es más rápido y eficaz.